# بيروكسيد الكالسيوم
فوق أكسيد الكالسيوم مركب كيميائي له الصيغة CaO2، ويكون على شكل مسحوق بلوري أبيض إلى أصفر. ينتمي إلى مجموعة فوق الأكاسيد.

## الخواص
- يعد فوق أكسيد الكالسيوم من المؤكسدات القوية. حيث يحرر الأكسجين لدى التفاعل مع بعض المواد العضوية.
- يتفاعل المركب في حال تماسه مع الماء (تفاعل حلمهة)، حيث يتشكل هيدروكسيد الكالسيوم حسب المعادلة:

CaO2 + 2H2O → Ca(OH)2 + H2O2
- يوجد فوق أكسيد الكالسيوم عادة على شكل ثماني هيدرات CaO2.8H2O، ويبدأ بفقدان ماء التبلور بالتسخين فوق 130°س.
- البنية البلورية لمركب فوق أكسيد الكالسيوم تتبع النظام البلوري الرباعي. تكون أبعاد الشبكة البلورية كالتالي a = 6.197 Å و c = 10.967 Å ، وتتبع البلورة المجموعة الفراغية P4/mcc .[3]

## التحضير
يحضر فوق أكسيد الكالسيوم مخبرياً من تفاعل أحد أملاح الكالسيوم المنحلة مثل نترات أو كلوريد الكالسيوم مع الماء الأكسجيني في وسط قلوي:
Ca(NO3)2 + H2O2 + 2NaOH → CaO2 + 2NaNO3 + H2O
على النطاق الصناعي فإن فوق أكسيد الكالسيوم يحضر من مفاعلة مستعلق هيدروكسيد الكالسيوم مع فوق هيدروكسيد الهيدروجين عند درجات حرارة منخفضة، حيث يصفى الناتج من الوسط.
Ca(OH)2 + H2O2 → CaO2 + 2H2O
إلا أن بيروكسيد الكالسيوم الناتج بهذه الطريقة يحوي شوائب من أكسيد وكربونات الكالسيوم.

## الاستخدامات
- يستخدم في مجال طب الأسنان كمطهر في بعض الحالات، كما يدخل في تركيب بعض معاجين الأسنان.
- يستخدم بنسب ضئيلة كمضاف غذائي حيث له رقم الإي E 930.
- يستخدم كمثبت في صناعة المطاط.